# Międzygórze (Ukraina)
Międzygórze (ukr. Межигір'я, Meżyhirja) – wieś na Ukrainie w obwodzie tarnopolskim, w rejonie czortkowskim.
Przynależność administracyjna przed 1939 r.: gmina Uście Zielone, powiat buczacki, województwo tarnopolskie.
Do 2020 w rejonie monasterzyskim.